# 国土
国土（こくど）は、一国の国境線によってその範囲を示された領域。領土、領海を含む。戦争の敗北などにより、その一部を他国に分割、割譲することもある。また、その土地、あるいは島を最初に発見したのはどちらかということで、その帰属の行方が国際的な係争問題に発展している例も少なくない。

## 概要
国土は、国家にとっては国民という人的資産の存在とともに欠くことのできない概念である。国土からは鉱物資源を得られるほか、農業を行って食料を得たり、国民の住居を作ったり、あるいは公共の便に利するための様々な施設を設置することができる。
国民と国土のどちらが欠けても、一般には国家としては認識されない。例外的にマルタ騎士団のような帰属する地域を持たない集団も存在する。ユダヤ人もかつて古代イスラエルが滅んで後、帰属する地域を持たなかったが、イスラエルを得て後に自らの国土を再び取得した。しかしイスラエルは建国以降に周辺の地域が国家としての存在に疑問を呈し、あるいは国境を巡る紛争が絶えず（中東戦争など）、兵器史に於いては「歴史上最も戦車戦を経験した国」に挙がるほどである。
国土やそれの境界線である国境はいつの時代にも紛争の火種となっており、歴史的に幾度も国境線が変更された地域などは隣国との関係も難しい傾向がある。かつてヨーロッパでは中世より盛んに国境を巡って応酬を繰り返したために史跡にその名残が残る地域もあり、バールレ＝ナッサウのように国境線がきわめて錯綜した状態が現在も残る地域も見られる。極端な例では公海上にある人工建造物を国家だと主張している（ただし多くの国からは国家として承認されていない）シーランド公国がある。
地球上で、どの国の領土でもない地域は、南極条約によって領有権が凍結された南極大陸を除くとほぼ存在しない。地球外では近い天体に月が存在するが、この土地は宇宙条約により「どの国の国土でもない」とされているが、条約に曖昧な部分が残るなど、将来に渡ってどのような扱いとなるかは不明である。